# Augustin Avrial
Augustin Avrial (Revel, 20 novembre 1840 – Fécamp, 13 dicembre 1904) è stato un politico francese.
Fu una personalità della Comune di Parigi.

## Biografia
Figlio del fabbro Bernard Avrial e di Victoire Barthèz, diviene operaio meccanico. Si arruola nell'esercito del Secondo Impero dal 1859 al 1865, quando viene congedato col grado di sergente. Dal 1867 si stabilisce a Parigi, aderendo alla I Internazionale. Tra i fondatori della camera sindacale degli operai meccanici, è arrestato il 30 aprile 1870 e condannato al carcere, da cui è liberato alla proclamazione della Repubblica, il 4 settembre.
Comandante del 60º battaglione della guardia nazionale, il 18 marzo 1871 organizza a Montmartre la resistenza al tentativo del governo Thiers di sottrarre i cannoni dei comunardi. Il 26 marzo è eletto al Consiglio della Comune dall'XI arrondissement e diviene membro della Commissione Lavoro e Scambio il 29 marzo, della Commissione esecutiva il 10 aprile e della Commissione Guerra il 21 aprile. Vota contro l'istituzione del Comitato di salute pubblica.
Durante la «Settimana di sangue», organizza la difesa del quartiere Château-d'Eau, e alla caduta della Comune si rifugia a Londra, mentre il tribunale lo condanna a morte in contumacia. Dal 1874, nell'Alsazia tedesca, dirige un'officina meccanica, fondata con François Jourde e Camille Langevin, ma è espulso nel 1876 e si stabilisce a Ginevra, dove collabora con Élie ed Élisée Reclus, con Arnould e con Lefrançais alla rivista socialista Le Travailleur.
Con l'amnistia del 1880 ritorna in Francia e diviene controllore del materiale nelle Ferrovie dello Stato, mentre continua a dedicarsi alla sua passione di inventore meccanico, creando la macchina da cucire Avrial e un motociclo a petrolio. Aderisce prima all'Alleanza socialista rivoluzionaria e poi al Partito operaio socialista rivoluzionario di Jean Allemane.
Muore a Fécamp ed è sepolto nel cimitero di Père-Lachaise di Parigi, accanto alla moglie Louise Talbot (1840-1923), che aveva sposato il 20 maggio 1866.